# Erinaceus concolor
Erinaceus concolor é uma espécie de insetívoro da família Erinaceidae. Pode ser encontrado na Ásia Menor até Israel, Síria e Líbano, e no sul do Cáucaso, inclui a ilha de Rodes.